# Oncodesmella
Oncodesmella är ett släkte av mångfotingar. Oncodesmella ingår i familjen Cyrtodesmidae.
Kladogram enligt Catalogue of Life:
| Oncodesmella | \| \| Oncodesmella pastazius \| \| \| \| \| \| Oncodesmella rostralis \| \| \| \| |
|              | \| \| Oncodesmella pastazius \| \| \| \| \| \| Oncodesmella rostralis \| \| \| \| |
|              | Agnurodesmus                                                                      |
|              |                                                                                   |
|              | Cliodesmus                                                                        |
|              |                                                                                   |
|              | Cyliocyrtus                                                                       |
|              |                                                                                   |
|              | Cyrtodesmus                                                                       |
|              |                                                                                   |
|              | Oncodesmoides                                                                     |
|              |                                                                                   |
|              | Oncodesmus                                                                        |
|              |                                                                                   |
|              | Trigonostylus                                                                     |
|              |                                                                                   |
|              | Oncodesmella pastazius                                                            |
|              |                                                                                   |
|              | Oncodesmella rostralis                                                            |
|              |                                                                                   |

|  | Oncodesmella pastazius |
|  |                        |
|  | Oncodesmella rostralis |
|  |                        |